# Liste der Naturschutzgebiete im Landkreis Friesland
Im Landkreis Friesland gibt es neun Naturschutzgebiete (Stand Februar 2019).
| Name des Gebietes                 | Bild           | Kennung | WDPA   | Landkreis / Stadt                                                             | Beschreibung / Bemerkungen | Standort | Fläche in Hektar | Jahr der Verordnung |
| --------------------------------- | -------------- | ------- | ------ | ----------------------------------------------------------------------------- | -------------------------- | -------- | ---------------- | ------------------- |
| Bockhorner Moor                   | weitere Bilder | WE 171  | 162476 | Landkreis Friesland                                                           |                            | Position | 320,87           | 1986                |
| Driefeler Wiesen                  | weitere Bilder | WE 250  | 378066 | Landkreis Friesland                                                           |                            | Position | 66,04            | 2006                |
| Feldhauser Moor                   |                | WE 168  | 163042 | Landkreis Friesland                                                           |                            | Position | 14,14            | 1986                |
| Fischhausen                       |                | WE 095  | 163106 | Landkreis Friesland                                                           |                            | Position | 17,43            | 1980                |
| Neuenburger Holz                  | weitere Bilder | WE 307  |        | Landkreis Friesland                                                           |                            | Position | 713              | 2019                |
| Sandentnahmestelle Neustadtgödens | weitere Bilder | WE 160  | 165304 | Landkreis Friesland                                                           |                            | Position | 52,46            | 1985                |
| Stapeler Moor und Umgebung        | weitere Bilder | WE 143  | 82619  | Landkreis Ammerland, Landkreis Friesland, Landkreis1 Leer, Landkreis Wittmund |                            | Position | 535,52           | 1983                |
| Upjever und Sumpfmoor Dose        |                | WE 306  |        | Landkreis Friesland, Landkreis Wittmund                                       |                            | Position | 116              | 2019                |
| Wiesenbatterie Schillig           | weitere Bilder | WE 130  | 82911  | Landkreis Friesland                                                           |                            | Position | 5,37             | 1982                |